# Brunetto Latini

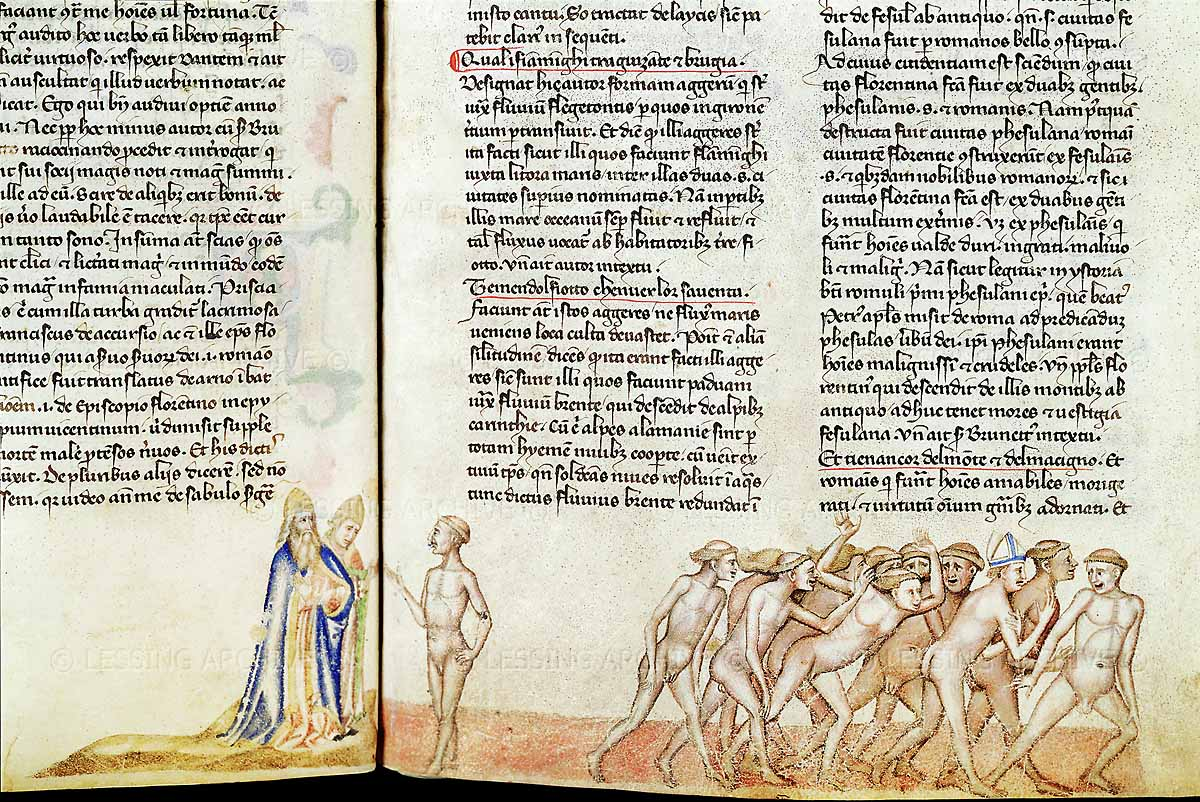
Dante en Vergilius spreken met Latini in de hel. Illustratie bij een commentaar op De goddelijke komedie, circa 1345

Brunetto Latini (c.1220 - 1294) was een Florentijnse schrijver, filosoof, humanist en staatsman.
Latini, een Welf, was vele jaren kanselier van Florence en een van de allereerste humanisten. Hij werd in 1260 verbannen uit Florence en schreef in het Frans zijn meesterwerk, het encyclopedische Li livres dou tresor (kortweg Tresor), in ballingschap aan het Franse hof.
Latini is bekend geworden als leermeester van Dante Alighieri, die hem vereeuwigde in De goddelijke komedie (Inferno 15:22–124). Latini brandt volgens Dante in de hel, mogelijk als sodomiet, hoewel dit laatste niet expliciet vermeld wordt en er ook geen aanwijzingen zijn dat Latini homoseksueel was. Volgens Boccaccio heeft Latini deze positie mogelijk te wijten aan het middeleeuwse spreekwoord paedagogus ergo sodomiticus ("onderwijzer, dus sodomieter"). Dantevertaler André Pézard suggereert dat Latini niet veroordeeld is tot de hel wegens sodomie, maar omdat hij niet zijn best had gedaan om zijn van God gegeven taal (het Italiaanse volgare) te vervolmaken. Latini voorspelt Dante dat hij verbannen zal worden uit Florence.
- Biblioteca Nacional de España: XX993966
- Bibliothèque nationale de France: cb11911236v (data)
- Catàleg d'autoritats de noms i títols de Catalunya: 981058523016906706
- CiNii: DA01976100
- Gemeinsame Normdatei: 118516108
- International Standard Name Identifier: 0000 0001 2122 946X
- Library of Congress Control Number: n81097516
- Nationale Bibliotheek van Tsjechië: jx20121018004
- Nationale Bibliotheek van Israël: 987007264346205171
- Nederlandse Thesaurus van Auteursnamen: 070646430
- Istituto Centrale per il Catalogo Unico: CFIV060850
- LIBRIS: 70175
- SNAC: w6wh2vhw
- Système universitaire de documentation: 026968088
- Trove: 1309484
- Virtual International Authority File: 19680057
- WorldCat: E39PBJvhm6w7w6FwX3xhFQWxDq